# جان وینتیمیلیا
جان وینتیمیلیا (انگلیسی: John Ventimiglia؛ زادهٔ ۱۷ ژوئیهٔ ۱۹۶۳) هنرپیشه اهل ایالات متحده آمریکا است. وی در سریال سوپرانوز نقش آرتی بوکو را بازی می‌کرد که صاحب رستورانی بود که آنتونی سوپرانو در آن غذا می‌خورد و برخی کارها را از آنجا برنامه‌ریزی می‌کرد.

## گزیده فیلمشناسی
از فیلم‌ها یا برنامه‌های تلویزیونی که وی در آن نقش داشته‌است می‌توان به آثار زیر اشاره کرد.
- هیولای پول (۲۰۱۶)
- پیوندهای خونی (فیلم ۲۰۱۳) (۲۰۱۳)
- آیسمن (۲۰۱۲)
- کاغذ مگس‌کش (فیلم ۲۰۱۱) (۲۰۱۱)
- خاکسپاری (فیلم ۱۹۹۶) (۱۹۹۶)
- میکی زاغه
- سوپرانوز
- شخص گمشده
- وایولت و دیزی
- شهر دختران
- سرزمین‌های سرد
- نیاگارا، نیاگارا